# 李恂 (东汉)
李恂（?—?），字叔英。安定郡临泾县（今甘肃省镇原县东南）人。中国东汉将领。
李恂熟读《韩诗外传》，开门教学，从读的诸生常有数百人之多。太守颍川李鸿请任他为功曹，未到任，而又被州府辟为从事。李鸿卒，李恂不应州命，送李鸿丧还乡里。安葬後，留起冢坟，守丧三年。
被辟入司徒桓虞府。后拜侍御史，持节出使幽州，抚慰北狄，所过的地方被他一路记录和图写，注明山川、屯田、聚落，一共一百多卷，都上献朝廷，汉章帝嘉赏他。拜他为兖州刺史。他清廉俭朴率下，常睡羊皮，盖布被。转任张掖郡太守，有威名。当时大将军窦宪率兵屯守武威郡，天下州郡不论远近全给他送礼，李恂奉公不阿，被窦宪所奏罢免。
后再征拜谒者，使持节领西域副校尉。西域富裕，多珍宝，诸国侍子和督使胡商多次给李恂奴婢、大宛马、金银、香罽之类，李恂一无所受。北匈奴多次阻断西域车师、伊吾，陇沙以西不得通使，李恂悬赏斩杀北匈奴元帅，将其悬首军门。从此道路通畅，恩威并行，保证了西域与汉地的通达。
李恂转任武威太守。后因事免官，走着回到乡里，隐居山泽，结草为庐，和诸生织席来养活自己。后来西羌反叛，擒获李恂。羌人素闻其名，把他放了。李恂到洛阳谢恩。那年饥荒，司空张敏、司徒鲁恭等各派儿子给他粮食，他都没有接受。迁居新安关下，拾橡实来养活自己。年至九十六岁去世。　　

## 延伸阅读
[在维基数据编辑]
 《後漢書·卷51》，出自范晔《後漢書》
 《東觀漢記》